# Mihalis Dafermos
Mihalis Dafermos (en grec moderne : Μιχάλης Δαφέρμος / Mikhális Daférmos), né en octobre 1976, est un mathématicien grec. Il est professeur de mathématiques à l'université de Princeton et titulaire de la chaire Lowndean d'astronomie et de géométrie à l'université de Cambridge. 

## Biographie
Il étudie les mathématiques à l'université Harvard et obtient un BA en 1997. Sa thèse de doctorat (Ph.D.), intitulée Stability and Instability of the Cauchy Horizon for the Spherically Symmetric Einstein-Maxwell-Scalar Field Equations (Stabilité et instabilité de l'horizon de Cauchy pour les équations de champ scalaire d'Einstein-Maxwell à symétrie sphérique) est rédigée sous la supervision de Demetrios Christodoulou à l'Université de Princeton. 
Il remporte le prix Adams en écrivant sur le sujet Équations différentielles en 2004 et le prix Whitehead en 2009 pour « son travail sur l'analyse rigoureuse des équations différentielles partielles hyperboliques en relativité générale ». En 2015, il est élu membre de l'American Mathematical Society. 